# Passief transport
Passief transport is een vorm van transport van stoffen door celmembranen heen die, in tegenstelling tot actief transport, geen energie, geen ATP kost. Hier vallen de diffusie van kleine eiwitten en de osmose van water onder. Vetten kunnen het celmembraan zonder problemen passeren. Passief transport gaat altijd met de concentratiegradiënt mee. Dit houdt in dat het altijd van een hoge concentratie naar een lage concentratie stroomt. Om stoffen tegen de concentratiegradiënt in te bewegen is actief transport nodig.